# فرودگاه صحرایی ترا فیلد کلیتن کاونتی
فرودگاه صحرایی ترا فیلد کلیتن کاونتی (به انگلیسی: Clayton County Airport – Tara Field) یک فرودگاه همگانی است که یک باند فرود آسفالت دارد و طول باند آن ۱۳۷۳ متر است. این فرودگاه در کشور ایالات متحده آمریکا قرار دارد و در ارتفاع ۲۶۶٫۴ متری از سطح دریا واقع شده‌است.